# Rich Brian
Rich Brian, de son vrai nom Brian Imanuel Soewarno, né le 3 septembre 1999 à Jakarta, est un rappeur indonésien d'expression anglaise et basé aux États-Unis. Il se fait mondialement connaître en 2016 avec le titre Dat $tick.
Anciennement connu sous le nom de Rich Chigga, il change de nom de scène, en 2018, pour Rich Brian à la suite d'une polémique dénonçant son pseudonyme comme raciste, Chigga étant un jeu de mots entre les mots Chinese (chinois) et nigga (négro),.

## Jeunesse
Brian Imanuel Soewarno est né le 3 septembre 1999 à Jakarta en Indonésie et descend de parents chinois d'Indonésie. Il fait partie d'une fratrie de cinq enfants, dont la chanteuse et blogueuse mode Sonia Eryka et le DJ roycdc. Soewarno a été élevé dans West Jakarta au sein d'un quartier de classe populaire moyenne, malgré le fait que son père soit avocat. Il a reçu une scolarisation à domicile.
En 2010, alors qu'il grandissait en Indonésie, Soewarno commence sa carrière grâce aux réseaux sociaux alors âgé de 11 ans. Il faisait à l'origine des montages photos sur Photoshop, qu'il postait ensuite sur Twitter avant de finalement créer une vidéo à partir du montage, qui étaient souvent des sketches d'humour noir. Soewarno est ensuite allé sur la plateforme Vine à 15 ans et a commencé à y publier des vidéos quotidiennement. Il a appris seul l'anglais en regardant des vidéos sur YouTube et en écoutant des rappeurs tels que Childish Gambino, 2 Chainz, Macklemore et Tyler, The Creator.
Soewarno a commencé à écouter du hip-hop en 2012 lorsqu'un ami américain qu'il connaissait d'Internet lui a fait écouter Thrift Shop de Macklemore; Soewarno a donc commencé à explorer le genre, découvrant tout d'abord Drake, 2 Chainz, Kanye West et Logic. Soewarno a écrit son premier morceau de rap en 2014 et l'a enregistré avec un iPhone, sur une instrumentale produite par MF Doom.
À l'origine, Soewarno voulait devenir un directeur de la photographie à Los Angeles, mais il a abandonné cette idée après que sa carrière musicale a décollé.

## Carrière

### 2015–2016: Débuts de carrière
Soewarno sort son premier morceau Living the Dream le 17 juillet 2015 sur sa chaîne YouTube sous le nom de Rich Chigga. L'indonésien a continué et publie son premier single Dat $tick le 22 février 2016. Le single a connu un succès international après la sortie d'une vidéo réaction, dans laquelle on voit les stars du hip-hop Ghostface Killah, 21 Savage, Tory Lanez, MadeinTYO, Desiigner et d'autres encore. Dat $tick s'est classé à la 4e place du Bubbling Under R&B/Hip-Hop Singles.
Le rappeur sort ensuite son deuxième single nommé Who That Be sur iTunes le 9 août 2016. La chanson a été produite par Sihk. Il a ensuite sorti un remix de Dat $tick en featuring avec Ghostface Killah et Pouya.
Soewarno a sorti son troisième single Seventeen qui a rapidement dépassé la barre des un million de vues/écoutes sur YouTube et SoundCloud,.

### Depuis 2017: Premier album
Soewarno a commencé sa première tournée américaine en avril 2017, qui s'est terminée en mai. En mai 2017, il sort le single Gospel en collaboration avec XXXTentacion et le rappeur sud-coréen Keith Ape. Ce fut la première collaboration de XXXTentacion avec Rich Chigga. La chanson est parue sur 88rising, une chaîne YouTube. En septembre 2017, le single avait été visionné plus de 16,8 millions de fois sur YouTube.
Rich Brian a remporté un prix aux 4e Indonesian Choice Awards dans la catégorie Breakthrough Artist of the Year en mai 2017. Soewarno a annoncé un futur album dans une interview avec XXL, déclarant : « Je travaille sur un projet et il y a quelques chansons sérieuses et certaines plus comiques, mais je me concentre sur les sérieuses » Dans une interview avec The Jakarta Post, le rappeur a confié qu'il passait la majeure partie de son temps à Los Angeles pour travailler sur son album.
Soewarno a sorti Glow Like Dat le 15 août 2017 sur la chaîne YouTube de 88rising. Il a ensuite annoncé une tournée nationale du 9 septembre au 21 novembre, et qui s'appellera Come to My Party Tour.
Le 30 janvier 2018, il publie sur son compte Instagram la tracklist de son premier album Amen. C'est le 2 février que sort officiellement son premier album Amen qui comporte 14 singles: Amen, Cold, Occupied, Introvert feat. Joji, Attention feat. Offset, Glow Like Dat, Trespass, Flight, See Me, Enemies, Kitty, Little Prince feat. Niki, Chaos, Arizona feat. August 08.  

## Style musical
Le style musical de Rich Brian a été classé d'« ironique » par UrbanDaddy, bien qu'« il se transcende pour devenir une œuvre d'art légitime ». La voix de Rich Brian est un baryton, et il la délivre d'une manière « rauque mais agile » et « unique ». Ses capacités d'écriture ont été reconnues par HotNewHipHop. Rich Brian, qui faisait à la base de la musique comique, a depuis tenté de se distancer de cette image et de créer de la musique plus sérieuse, notamment avec Seventeen et Glow Like Dat.
Rich Brian a cité Young Thug, Tyler, The Creator, Yung Lean et Childish Gambino comme principales figures d'inspiration.

## Vie privée
Rich Brian vit actuellement à Los Angeles en Californie à cause de manifestations anti-chinois qui ont éclaté à Jakarta après la condamnation de Basuki Tjahaja Purnama. N'étant pas résident permanent aux États-Unis, il a dû étendre son séjour en juillet 2017.
Soewarno n'a été impliqué que dans une seule relation amoureuse, qui était à distance avec une fille du Maryland en août 2015; celle-ci a duré deux mois.
Son nom de scène, Rich Chigga, a créé une controverse dans le passé. En évoquant ce dernier, le rappeur a dit : « Je le regrette — Je ne savais pas vraiment ce que je faisais et je n'imaginais pas que des gens réagiraient de cette façon ».
Soewarno reçoit une éducation à la maison et a dit ne pas vouloir aller à l'université, bien que s'il en avait l'opportunité, il irait en fac de cinéma.

## Discographie

### Albums studio
- 2018 : Amen
- 2019 : The Sailor

### EPs
- 2020 : 1999
- 2022 : Brightside

### Singles
- 2016 : Dat $tick
- 2016 : Who That Be
- 2016 : Dat $tick Remix (feat. Ghostface Killah & Pouya)
- 2016 : Seventeen
- 2017 : Back At It
- 2017 : Gospel (feat. Keith Ape & XXXTentacion)
- 2017 : Glow Like Dat
- 2017 : Chaos
- 2017 : Crisis (feat. 21 Savage)
- 2018 : See Me
- 2018 : watch out!
- 2018 : History
- 2020 : Bali
- 2020 : Love In My Pocket
- 2020 : Don't Care
- 2021 : Edamame ( feat. Bbno$)
- 2021 : Run it (feat. DJ Snake, Rick Ross )
- 2021 : Act up (feat. earthgang )

## Tournées
En tête d'affiche
- Come To My Party Tour (2017)[35]
- Come To My Party European Tour (2018)
- The Sailor Tour (2019)

Avec d'autres
- 88Rising Asia Tour (avec Higher Brothers et Joji) (2017)